# Spitzmeilen
Lo Spitzmeilen (2.501 m s.l.m.) è una montagna delle Alpi Glaronesi. 

## Descrizione
Si trova in Svizzera lungo la linea di confine tra il Canton Glarona ed il Canton San Gallo.